# Pinglin
Pinglin (chiń. upr. 坪林区; chiń. trad. 坪林區; pinyin Pínglín qū; Wade-Giles P’ing-lin ch’ü; pe̍h-ōe-jī Phiâⁿ-lîm-khu) – dzielnica (chiń. 區, qū) miasta wydzielonego Nowe Tajpej na Tajwanie. Znajduje się we wschodniej części miasta.
23 czerwca 2009 komitet przy Ministrze Spraw Wewnętrznych Republiki Chińskiej zarekomendował przekształcenie dotychczasowego powiatu Tajpej (chiń. trad. 臺北縣; pinyin Taibei xiàn) w miasto wydzielone; wszystkie gminy wiejskie (chiń. 鄉, xiāng), jak Pinglin, gminy miejskie i miasta wchodzące w skład powiatu zostały przekształcone w dzielnice (chiń. 區, qū). Ustawa weszła w życie 25 grudnia 2010 roku.
Populacja dzielnicy Pinglin w 2016 roku liczyła 6538 mieszkańców – 2905 kobiet i 3633 mężczyzn. Liczba gospodarstw domowych wynosiła 2520, co oznacza, że w jednym gospodarstwie zamieszkiwało średnio 2,59 osób.

## Demografia (2010–2016)
| Rok  | Liczba ludności | Gęstość zaludnienia | Kobiety | Mężczyźni | Gospodarstwa domowe |
| ---- | --------------- | ------------------- | ------- | --------- | ------------------- |
| 2010 | 6537            | 38                  | 2890    | 3647      | 2434                |
| 2011 | 6533            | 38                  | 2901    | 3632      | 2457                |
| 2012 | 6483            | 37                  | 2873    | 3610      | 2476                |
| 2013 | 6460            | 37                  | 2839    | 3621      | 2478                |
| 2014 | 6455            | 37                  | 2852    | 3603      | 2478                |
| 2015 | 6490            | 37                  | 2872    | 3618      | 2495                |
| 2016 | 6538            | 38                  | 2905    | 3633      | 2520                |